# Фримены (Дюна)

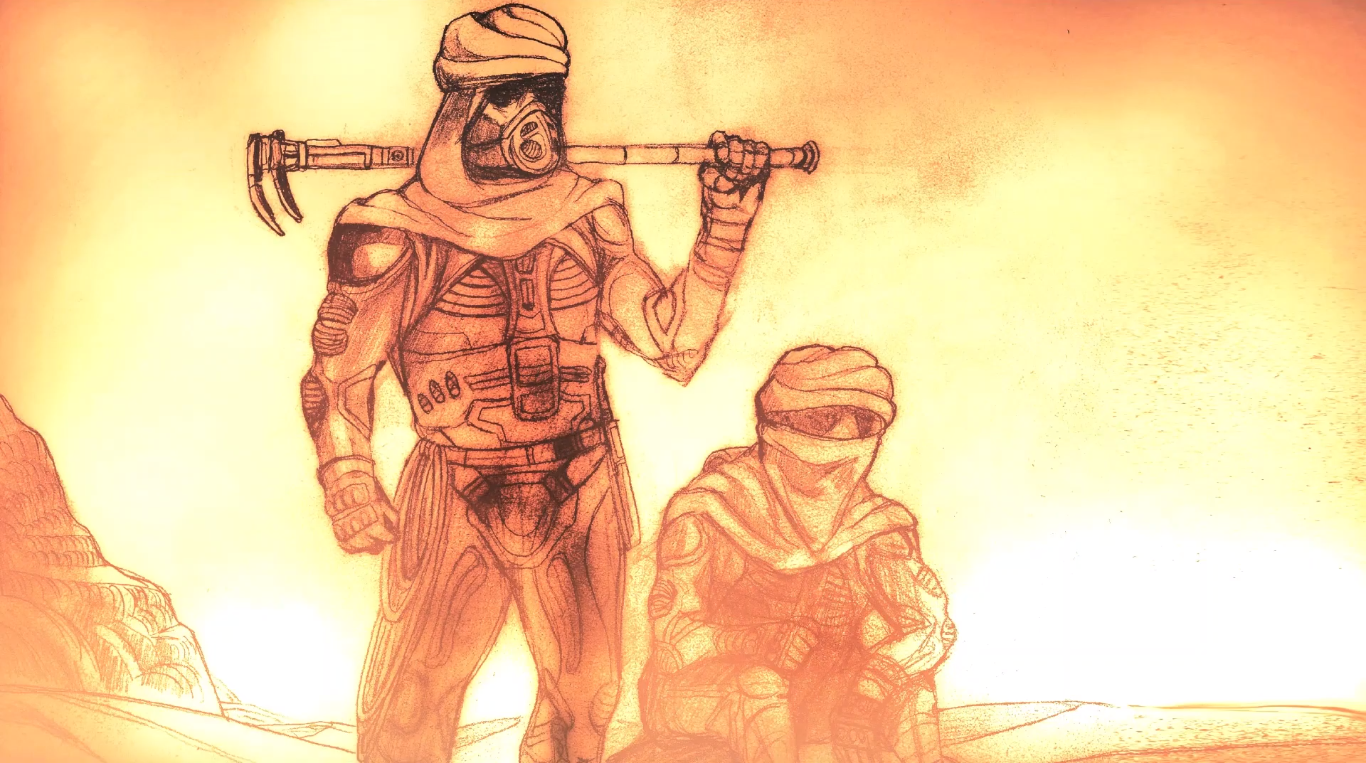
Фримены

Фримены, в других переводах Фремены, Фриманцы, Вольники, Вольнаибы, Свободные (англ. Fremen) — группа людей с пустынной планеты Арракис во вселенной Дюны — серии книг американского писателя Фрэнка Герберта и его продолжателей.
Фримены обитают на планете Арракис, также известной как Планета Дюна, — пустынной планете, являющейся единственным во вселенной источником "пряности" (иногда называемой в русских переводах спайсом, для кальки с английского текста), из которой изготовляется меланж. Фримены прибыли на Дюну за тысячи лет до событий романа в качестве скитальцев Дзен-суннитов, религиозной секты (её название, судя по всему, являет собой гибрид дзен-буддизма и суннизма) в изгнании. За века жизни на Арракисе фримены приспособились к её жестокому климату. Они назвали себя Свободными Людьми Дюны (англ. fre<e> — свободный + men — люди).

## Создание
В качестве основы для культуры фрименов Фрэнк Херберт использовал культуру туарегов Сахары, выживающих в условиях, похожих на типичные для Арракиса. Язык фрименов стилизован под арабский. В книге нашли отражение мусульманские верования и законы шариата, поданные в аллегоризованной форме.
По словам автора, при создании верований фрименов его также вдохновила мистика народа навахо и бушменов Калахари, в особенности для обряда посвящения в племя, который проходит Пол Атрейдес.

## Описание

### Общество
Фримены живут в сиетчах. В каждом есть свой наиб, слово которого — закон, покуда кто-нибудь не оспорит его лидерство в поединке. Фримены практикуют полигамию. В каждом сиетче также есть своя сайяддина и Преподобная Мать (по аналогии с Бене Гессеритской преподобной матерью). Взрослых фрименов легко узнать по синим глазам, «глазам ибада» — результатам меланжевой диеты.
Фрименская система правосудия опирается на судебные поединки. Наибом племени является человек, убивший предыдущего наиба в поединке. Любой фримен может вызвать другого на дуэль под любым предлогом, связанным с нарушением правил этикета, закона и т. п.; победитель принимает на себя ответственность за жену, детей и часть имущества проигравшего и, соответственно, удовлетворяет таким образом свои требования, приведшие к дуэли. Поединки проходят без дистикомбов, так что за счёт специальной переработки тела проигравшего в воду потери оной во время схватки возмещаются победителю.
Фримены — одни из лучших мастеров ближнего боя во всей вселенной. Спартанское воспитание и тяжёлые природные условия способствуют возрождению принципа «выживает сильнейший». По причине изобретения персонального щита ближний бой вновь приобрёл популярность: защитное покрытие можно преодолеть только путём медленного проникновения колющим предметом сквозь оболочку. К тому же лазерный выстрел при контакте с поверхностью щита инициирует субатомный взрыв, уничтожая как носителя оружия, так и защищающегося. Кроме того, работающие щиты привлекают внимание песчаных червей. Так что на Арракисе они используются только в крайних случаях. Отчасти поэтому фримены используют различные старые модели оружия: луки и ножи. Наибольшей популярностью пользуется особый фрименский крис-нож, изготовленный из зуба песчаного червя. Существует правило: обнажив крис, его нельзя вложить в ножны, пока не прольётся кровь (это уже перекликается с отношением непальских гуркхов к своим ножам-кукри).

#### Сиетч
Сиетч (англ. sietch — «место сбора в момент опасности» на языке фрименов) — фрименское пустынное более-менее постоянное поселение, помимо временных убежищ среди скал. Они впервые описаны в первой книге серии, «Дюна». Самый известный сиетч на Арракисе — Табр.
Само название очень близко к Seeq, арабскому названию узкого каньона, ограничивающего вход в пустынный город Петра.
Кроме того, у всех фрименов кроме основного фрименского имени есть также и второе, под которым они известны только внутри своего сиетча. Фрименское имя Пола Атрейдеса — Муад'Диб, его же сиетчское имя — Усул.

#### Сиетчская оргия
Сиетчская оргия (тау-оргия, англ. sietch orgy, sietch tau orgy) — разновидность групповой деятельности (наподобие БДСМ-практики). Тау-оргии впервые описаны в романе «Дюна».
Включает в себя неограниченное отпущение грехов, носит сексуальный характер, проходит в сиетчах. Истинная цель обряда — избавить фрименов от возможной одержимости. Из-за пожизненного употребления больших количеств меланжи все фрименские дети предрождённые и имеют память всех своих предков. Когда человек не может ими управлять и становится одержим давно умершими, его называют мерзостью. Во время оргий люди избавляются от груза памяти, с другой стороны из-за этого они теряют способность ею пользоваться.
Сиетчской оргии предшествует обряд с Водой Жизни, во время которого фрименская Преподобная Мать преобразует яд в концентрированной меланже (продукте смерти небольшого песчаного червя) и передаёт её племени.

#### Водная Дисциплина
Общество фрименов построено на собирании, накоплении и сохранении воды — главного богатства на пустынной Дюне.
Влага собирается из атмосферы с помощью ветряных ловушек. Собранная вода помещается в специальные подземные хранилища. Также её можно получить путём переработки трупов людей и животных. Фримен, обнаруживший труп или послуживший причиной смерти животного/человека (например, победивший в поединке), получает водяные кольца в количестве, пропорциональном объёму полученной воды.
Эти кольца являются валютой в сиетчах и поддерживаются общим количеством водных запасов (по аналогии с золотым стандартом). Кроме того, они используются в некоторых фрименских ритуалах.
У каждого сиетча есть подземное хранилище. В нём могут содержаться миллионы декалитров воды, причём тщательно фиксируется каждая её капля. Основное значение хранилища — банк воды. Существует также легенда, что при накоплении определённого общего объёма станет возможной трансформация планеты из пустыни во что-нибудь более пригодное для жизни.
Большую часть времени вне сиетча фримены проводят в дистикомбах, специальных герметичных теплоизоляционных костюмах, способных перерабатывать человеческие выделения в воду. Полученная таким образом вода хранится в специальных карманах и в любой момент доступна для потребления. Все обезвоженные отходы, в частности каловые массы, скапливаются в карманах, расположенных на бедрах дистикомбов.
В исправном и хорошо подогнанном дистикомбе фримен должен прожить несколько недель в открытой пустыне.
Традиции, связанные с водой, породили множество дополнительных ритуалов. Так, выражением высокого почтения (однако, чаще этот жест трактуется в противоположном смысле) является плевок или иная подобная трата жидкости перед другим человеком. Слёзы в свою очередь являются своеобразной данью погибшим.

### Язык
В книгах не упоминается о каком-либо отдельном фрименском языке. Для ритуалов они используют так называемый язык чакобса (его примеры даются в книге, и он, возможно, происходит от диалекта цыганского языка). Большинство фременских слов происходят из йеменского и сирийского диалектов арабского языка, восходящих к их происхождению от суннитов. Если верить книге, то во вселенной Дюны говорят на языке Галакт (Галахский, есть и другие переводы) Поэтому леди Джессика и Пауль (Пол) нормально общаются с Фрименами, но в терминологии как Фрименов, так и других людей вселенной Дюны есть арабские, тюркские, русские, китайские и из других языков слова и понятия.

#### Слова и понятия
- Бакка (англ. bakka) — во фрименской легенде, плакальщица о всём роде людском. В арабском языке слово обозначает того, кто часто плачет, а в раннем исламе — того, кто кричит из благочестия или страха/уважения к Аллаху.
- Вода жизни (англ. Water of Life), кан — «яд откровения», жидкие выделения песчаного червя во время его гибели в воде, порция этого вещества проходит превращение в организме Преподобной Матери и служит катализатором для всей его массы, после чего Вода Жизни используется в тау-оргии сиетча. Расширяющий сознание наркотик (ментафорсер). Фримены использовали Воду жизни во время проведения сиетчских оргий. Изначально преобразовать Воду жизни в своём организме могли только женщины, а все мужчины, пытавшиеся сделать это умирали, однако Бене Гессерит считали, что в ходе их селекционной программы однажды родится мужчина, способный преобразовать Воду жизни и это будет Квисатц Хадерах.
- Водяной карман — ёмкость в кармане дистикомба для сбора очищенной влаги.
- Водяные кольца, водяные мерки — металлические кольца различного размера, обозначающие определённое количество воды, которое фримен может получить из водяных запасов сиетча. Кольца имеют огромное значение в их культуре (далеко выходящее за рамки только своеобразных денег), в частности, в ритуалах, сопровождающих рождение, смерть, ухаживание, свадьбу и пр.
- Входной клапан — герметичный полог для сохранения влаги во временных (дневных) стоянках. Часто устроен по принципу сфинктера.
- Дистикомб (англ. stillsuit) — дистилляторный комбинезон, изобретённый фрименами, для удерживания, перерабатывания и употребления заново влаги тела в тяжёлых условиях пустыни.
- Диститент (англ. stilltent) — небольшая герметично закрывающаяся палатка из многослойной ткани, конденсирующая испаряющуюся и выдыхаемую влагу в питьевую воду.
- Ихван бедуин (англ. ichwan bedwine, арабск. «эхван» — «братство» + «бедуин») — братство всех фрименов.
- Карта укрытий — карта для паракомпасов, размеченная в соответствии с наиболее надёжными маршрутами между укрытиями.
- Китаб аль-Ибар (англ. Kitab al-Ibar, арабск. «книга объяснений») — созданная фрименами Арракиса книга, гибрид религиозного катехизиса и пособия по выживанию.
- Крюки, крюки Подателя — большие крюки на длинной раскладной рукоятке, используемые для того, чтобы взобраться на песчаного червя и управлять им.
- Либан (англ. liban, арабск. «лябан» — кисломолочный напиток) — болтушка из юкковой муки в «пряной» (меланжевой) воде.
- Лисан аль-Гаиб (англ. Lisan al-Gaib, арабск. «нездешний язык») — «Глас из Внешнего Мира». В легендах фрименской мессианской традиции — грядущий пророк из другого мира, с другой планеты. Иногда переводится также как «Податель Воды».
- Литрак — однолитровый контейнер для транспортировки воды, изготовляемый из прочного пластика.
- Манок — 1) кол длиной около 1 м с закреплённой на верхнем конце заводной пружинной трещоткой, издающей ритмический стук. Манок устанавливается в песках для привлечения песчаного червя. 2) мера расстояния, равная средней дальности поездки на песчаном черве до необходимости его замены, то есть необходимости подманить нового червя.
- Махди (англ. Mahdi) — в легендах фрименской мессианской традиции — «Тот, Кто поведёт нас в рай».
- Маула (англ. maula, арабск. «мауля» — «господин», «государь», «вольноотпущенник») — раб.
- Машад, тест-машад (искаж. арабск. «мушадда» — борьба, стычка, ссора) — любое испытание, в котором на карту ставится честь.
- Муад’Диб (англ. Muad'Dib, арабск. «воспитанный», «образованный», «учёный») — адаптировавшаяся к условиям Арракиса кенгуровая крыса, во фрименской мифологии связанная с формой пятен на Второй луне. Фримены восхищаются им за умение выживать в Пустыне. Фрименское имя Пола Атрейдеса.
- Наездник, наездник пустыни — человек, умеющий вскочить на песчаного червя Арракиса и управлять им. Первыми наездниками пустыни были дзен-сунниты, также известные как буддисламисты, поклонявшиеся песчаным червям как воплощениям буддалаха.
- Наиб (англ. naib, арабск. «наместник», «заместитель») — глава ситча, вождь фрименов, принёсший традиционную клятву никогда не сдаваться врагу живым. По обычаям фрименов, претендент в наибы должен был убить своего предшественника чтобы стать новым наибом.
- Носовые фильтры — влагоуловители дистикомба для сбора влаги из выдыхаемого воздуха.
- «Огненный столб», «столб огня» — сигнальная ракета, применяемая в пустыне (вероятно, библейская аллюзия — в книге Исход Бог вёл евреев по пустыне, днём принимая облик столпа дыма, а ночью — столпа огня).
- Паракомпас — компас, указывающий направление по местным магнитным аномалиям. Используется при наличии карт укрытий, когда магнитное поле Арракиса нестабильно или маскируется сильными магнитными бурями.
- Платок нежони (возможно от славянских языков - слова «жена», например żona польск., жонка белорусск. итд.) — шарф, который после рождения сына замужние или состоящие в наложницах фрименки надевают на лоб под капюшон дистикомба.
- Ремпакет (не путать с фримпакетом) — набор запасных и сменных частей для ремонта дистикомба.
- Рух (англ. Ruh-spirit) — часть души во фрименских верованиях, постоянно связанная с метафизическим миром Алам алъ-Митхаль и способная воспринимать его.
- Сайяддина (англ. sayyadina) — женщина, помощница фрименской Преподобной Матери во время обрядов. Однако, обладает и самостоятельной духовной властью, может в одиночку проводить обряды и принимать на себя роль Преподобной Матери в некоторых случаях.
- Саду (санскрит «саддху» — «святой», «подвижник», «отшельник») — судья. У фрименов приравнивается к святому.
- Сбор (не путать со сходом) — собрание для принятия решений, затрагивающих все племена.
- Сиетч (англ. sietch) —  термин, обозначающий одновременно фрименское поселение в природных или рукотворных пещерах Арракиса и саму эту общину фрименов. Так же контрабандисты Араккина называли свои убежища в пещерах. В сиетчах происходила обработка пряности, хранилась вода и создавались дистилляторные комбинезоны.
- Сиетчская оргия (англ. sietch orgy, sietch tau orgy) — разновидность групповой деятельности (наподобие праздника), в основном, сексуального характера.
- Сихайя (англ. sihaya, от арабск. «сахайя» — «щедрость» или «сахия» — «чистая», «ясная») — весна в Пустыне. Во фрименской религии слово также обозначает «время плодородия» и «грядущий рай».
- Субах уль-кахар (англ. Subakh ul kuhar, искаж, арабск. «сабах-уль-хэйр» — «утро добра»)— традиционное приветствие.
- Субах ун-нар (англ. Subakh un nar, арабск. «утро света») — ответное приветствие.
- Сход (не путать со сбором) — традиционное собрание наибов для наблюдения за поединком, который решает вопрос о лидерстве.
- Тахадди, вызов тахадди (англ. tahaddi challenge, арабск. «вызов») — вызов по важному поводу на смертельный поединок.
- Тахадди аль-бурхан (англ. tahaddi al-burhan, арабск. «тахадди» — «доказательство», «бурхан» — «тест», «испытание») — окончательное, не подлежащее обжалованию или перепроверке испытание, так как обычно оно влечёт за собой смерть или разрушение испытуемого объекта.
- Усул (англ. usul, арабск. «основа», «доктрина», часто в религиозном значении) — «опора столпа», «основание колонны». Данное фрименами имя Полу Атрейдесу.
- Фримпакет (англ. fremkit) — набор для выживания в пустыне. Включает: диститент, карта укрытий, Китаб аль-Ибар, краскомёт, крюки Подателя, литрак, манок, носовые фильтры, «огненный столб», паракомпас, ремпакет, шноркель, и др.
- Хайрег — временный лагерь в открытой пустыне.
- Хал йаум! (арабск. «халь» — «состояние, положение» или вопросительная частица «ли йаум» — «день») — «Наконец-то!». «И вот!» — восклицание, его значение зависит от контекста (удивление, удовлетворение и пр.).
- Хранитель воды — фримен, выбранный для исполнения ритуальных обязанностей, связанных с водой и Водой жизни, и отвечающий за их сохранность.
- Шаи-Хулуд (англ. Shai-Hulud, искаж. арабск. или персидск. «шах-е-ху-луд» — «владыка вечности») — фрименское название песчаных червей.
- Шерем — «братство ненависти» (обычно создаваемое ради мести).
- Шноркель — трубка для подачи воздуха с поверхности песка в диститент.
- Шэдаут — «Черпающий из кладезя», уважительный титул.

### Верования
Значительная часть фрименской мифологии была создана бене гессеритской Миссионарией Протектива путём насаждения мифа о Мессии и прочих легендах. Леди Джессика, однако, отметила, что многие их легенды претерпели непредвиденные изменения, что нехарактерно для столь низкого (как раньше считалось) уровня культуры фрименов.

### Оружие
Крис-нож (англ. crysknife) — холодное оружие, сделанное из кристаллического зуба Шаи-Хулуда. Крис-нож является столь же священным оружием для фрименов, как катана — для самураев. Он представляет собой изогнутый нож с обоюдоострым лезвием длиной около 20 см. Крис-ножи бывают двух видов — закреплённые и незакреплённые. Незакреплённые ножи сделаны из необработанного зуба червя, используемого в качестве оружия. Они требуют хранения вблизи электрического поля, производимого человеческим телом, в противном случае оружие быстро разрушается. Закреплённые крис-ножи подвергаются химическим процессам для того, чтобы оставаться невредимыми всегда.
Все молодые фримены обязаны пройти через ритуал для подтверждения своей зрелости. Этот ритуал завершается даром крис-ножа молодому воину. Впервые это оружие было использовано Селимом Наездником Червей во времена событий Батлерианского Джихада.
Боевой стиль фрименов основан на использовании крис-ножа, а не огнестрельного или иного оружия дальнего боя, пришедшего из внешнего мира, хотя они и известны смертоносной стрельбой на больших расстояниях. Фримены, вооружённые крис-ножами, могут одержать верх над сардаукарами, вооружёнными мечами. В соответствии с религиозными убеждениями фрименов, если крис-нож показал своё лезвие, он должен пролить кровь перед тем, как его снова вложат в ножны.
Крис-нож может быть сломан, и Джемиз перед смертельной схваткой с Полом Атрейдесом произносит «Да треснет и расщепится твой клинок!» В «Детях Дюны» упоминается тот факт, что крис-нож расщепляется после смерти своего владельца. Причина этого в том, что незакреплённые крис-ножи требуют наличия электростатического поля, производимого телом человека.
Фрименам не очень импонирует идея, что чужеземцы могут завладеть их ножами, и они известны своей склонностью убивать пришлых людей, которых они подозревают в возможности контрабандой вывезти крис-нож с Арракиса. Фримен, который чувствует неизбежность своего пленения, может убить себя, а перед смертью разбить нож о твёрдый предмет.
Маулёт, маула-пистолет (англ. maula pistol) — пружинный пистолет для метания отравленных игл, дальнобойность до 40 м.
Барадай-пистолет (англ. baradye, от «bar» — полоса и «dye» — краска), краскомёт — распылитель сухого красящего порошка, заряженного статическим электричеством. Разработан на Арракисе для напыления цветных меток на песке.

#### Слип-тип
Тонкий короткий нож для левой руки, часто с отравленным лезвием. Используется в поединке под прикрытием защитного поля.

## Отражение в культуре

### Компьютерные игры
- В игре Dune II фримены являются супероружием дома Атрейдесов — тяжёлой пехотой, периодически появляющейся в случайной части карты. Не управляются игроком и действуют самостоятельно.
- В Dune 2000 фримены уже управляются игроком и способны к маскировке. Кроме того, в некоторых миссиях можно увидеть сьетчи и фрименов в качестве отдельной силы, союзной или враждебной игроку.
- В игре Emperor: Battle for Dune (Битва за Дюну) — это коренное население Дюны. Представлены «Фрименом-воином» и «Федайкеном».